# Qualis artifex pereo
Qualis artifex pereo (с лат. — «Какой артист погибает») — латинское крылатое выражение.
Применяется для описания чего-либо ценного, пропадающего зря, не использующегося по назначению, или человека, который не реализовал себя, не нашёл себе достойного места в жизни.
Согласно Светонию эти слова перед смертью повторял император Нерон, считавший себя великим трагическим певцом и любивший выступать в театрах Рима и Греции

Все со всех сторон умоляли его скорее уйти от грозящего позора. Он велел снять с себя мерку и по ней вырыть у него на глазах могилу, собрать куски мрамора, какие найдутся, принести воды и дров, чтобы управиться с трупом. При каждом приказании он всхлипывал и всё время повторял: «Какой великий артист погибает!» (лат. Qualis artifex pereo)